# Cunning Stunts
Cunning Stunts è il quinto album video del gruppo musicale statunitense Metallica, pubblicato il 24 novembre 1998 dalla Elektra Records.

## Descrizione
Pubblicato in doppio DVD e in un unico VHS, Cunning Stunts contiene la performance dal vivo dei concerti tenuti il 9 e il 10 maggio 1997 a Fort Worth (Texas).
Il DVD inoltre contiene immagini del concerto, interviste al gruppo, un documentario e circa 1000 foto scattate sul palco e nel dietro le quinte.

## Tracce
DVD1
1. So What – originariamente interpretata dagli Anti-Nowhere League
2. Creeping Death
3. Sad but True
4. Ain't My Bitch
5. Hero of the Day
6. King Nothing
7. One
8. Fuel
9. Bass/Guitar Doodle
10. Nothing Else Matters
11. Until It Sleeps
12. For Whom the Bell Tolls
13. Wherever I May Roam
14. Fade to Black
15. Kill/Ride Medley

DVD 2
1. Last Caress – originariamente interpretata dai Misfits
2. Master of Puppets
3. Enter Sandman
4. Am I Evil? – originariamente interpretata dai Diamond Head
5. Motorbreath

## Formazione
- James Hetfield – voce, chitarra ritmica
- Kirk Hammett – chitarra solista, cori
- Jason Newsted – basso, cori
- Lars Ulrich – batteria